# Sông Juruena

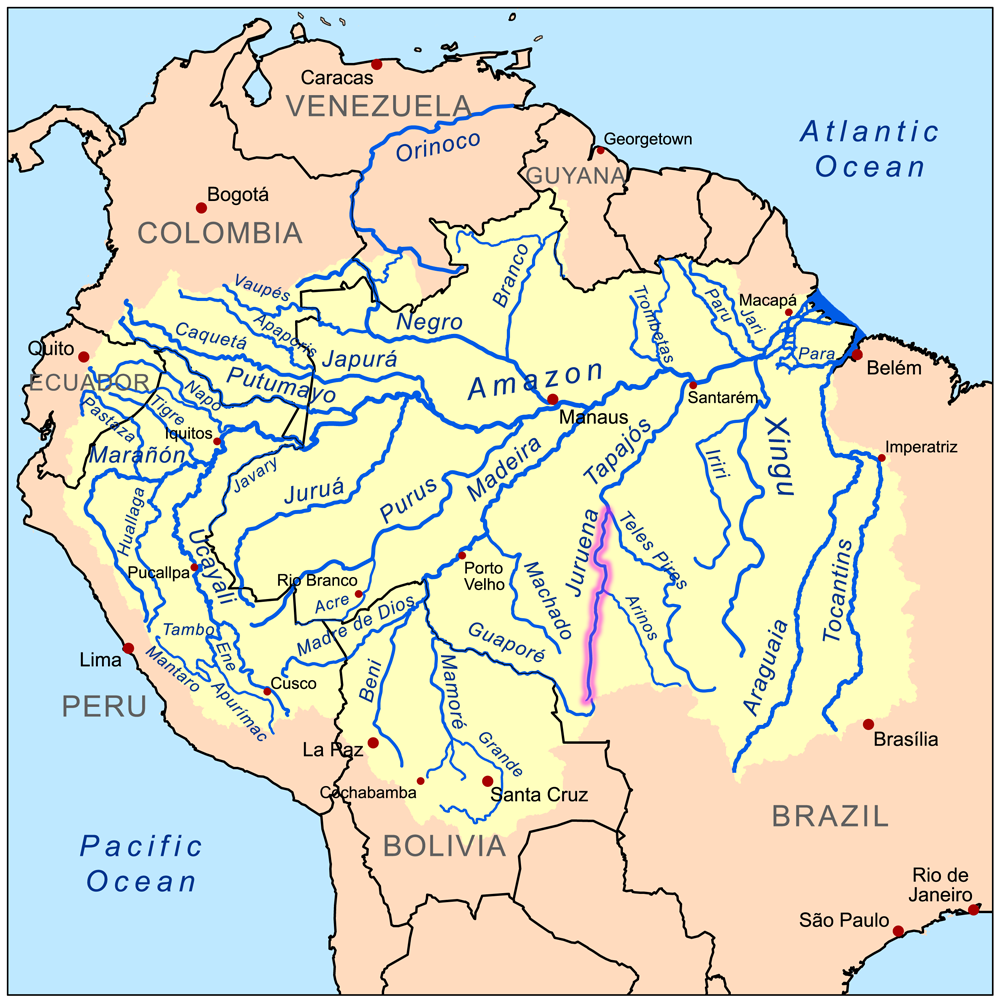
Bản đồ bồn địa Amazon với sông Juruena được tô đậm

Sông Juruena dài 1240 km tại trung-tây của Brasil, tại bang Mato Grosso. Tại 190 km cuối nguồn, sông trở thành ranh giới tự nhiên giữa các bang Mato Grosso và Amazonas. Cuối cùng, sông hợp dòng với sông Teles Pires để tạo thành sông Tapajós, vốn là một trong những chi lưu lớn nhất của sông Amazon.
Trên lưu vực sông có vườn quốc gia Juruena cũng như thác Salto Augusto. Vườn quốc gia Juruena được thành lập vào ngày 5 tháng 6 năm, 2006, và có diện tích 19.000 km².